# 何捷
何捷（1955年3月—），吉林珲春人。中国共产党党员。大连海运学院（现大连海事大学）航海系船舶驾驶专业毕业，北京大学光华管理学院工商管理硕士研究生学历，工程师。历任交通部主任科员、副处长、处长、司长助理、副司长、司长，交通运输部人事劳动司司长等职。2011年5月调任环境保护部党组成员、行政体制与人事司司长。